# Dahl (Waldbröl)
Dahl ist ein Stadtteil der Stadt Waldbröl im Oberbergischen Kreis im südlichen Nordrhein-Westfalen, Deutschland innerhalb des Regierungsbezirks Köln. Der Ort liegt etwa 3,4 km in östlicher Richtung vom Stadtzentrum entfernt.

## Geschichte
1526 wurde der Ort das erste Mal urkundlich erwähnt und zwar in einem Dokument mit der Formulierung "Hannes und Jakob im Dail".

## Persönlichkeiten
- Larissa Weber (* 1978), Politikerin, hier aufgewachsen